# 陳德銘 (光緒進士)
陳德銘，安徽省潁州府霍山縣人，清朝政治人物，進士出身。
光緒二十年（1894年）甲午恩科二甲116名進士。改翰林院庶吉士，散館授編修。